# Top 14 2021-22
El Top 14 2021-22 fue la 123.ª edición del Campeonato Francés de rugby. En este campeonato se enfrentaron los catorce mejores equipos de Francia.

## Equipos participantes
| Equipo           | Ciudad             | Estadio                          | Capacidad |
| ---------------- | ------------------ | -------------------------------- | --------- |
| Biarritz         | Biarritz           | Estadio Parc des Sports Aguilera | 15 000    |
| Bordeaux Bègles  | Bordeaux           | Stade Chaban-Delmas              | 33 500    |
| Brive            | Brive-la-Gaillarde | Stade Amédée-Domenech            | 13 979    |
| Castres          | Castres            | Stade Pierre-Fabre               | 12 500    |
| Clermont         | Clermont-Ferrand   | Parc des Sports Marcel Michelin  | 19 022    |
| La Rochelle      | La Rochelle        | Stade Marcel-Deflandre           | 16 000    |
| Lyon             | Lyon               | Stade de Gerland                 | 25 000    |
| Montpellier      | Montpellier        | Altrad Stadium                   | 15 697    |
| Perpignan        | Perpiñán           | Stade Aimé-Giral                 | 14 000    |
| Section Palois   | Pau                | Stade du Hameau                  | 18 324    |
| Racing 92        | Nanterre           | Paris La Défense Arena           | 30 681    |
| Stade Français   | Paris              | Stade Jean-Bouin                 | 20 000    |
| Toulon           | Toulon             | Stade Mayol                      | 18 200    |
| Stade Toulousain | Toulouse           | Stade Ernest-Wallon              | 18 754    |

## Clasificación
| Pos. | Equipo          | Encuentros | Encuentros | Encuentros | Encuentros | Tantos | Tantos | Tantos | PB | PB | Puntos |
| Pos. | Equipo          | PJ         | PG         | PE         | PP         | F      | C      | Dif    | BO | BD | Puntos |
| ---- | --------------- | ---------- | ---------- | ---------- | ---------- | ------ | ------ | ------ | -- | -- | ------ |
| 1.º  | Castres         | 26         | 17         | 1          | 8          | 565    | 529    | +36    | 5  | 1  | 76     |
| 2.º  | Montpellier     | 26         | 15         | 2          | 9          | 619    | 503    | +116   | 4  | 6  | 74     |
| 3.º  | Bordeaux Bègles | 26         | 15         | 1          | 10         | 610    | 484    | +126   | 2  | 1  | 72     |
| 4.º  | Toulouse        | 26         | 15         | 0          | 11         | 638    | 432    | +206   | 6  | 5  | 71     |
| 5.º  | La Rochelle     | 26         | 15         | 0          | 11         | 640    | 466    | +174   | 6  | 5  | 71     |
| 6.º  | Racing 92       | 26         | 16         | 0          | 10         | 661    | 568    | +93    | 4  | 2  | 70     |
| 7.º  | Clermont        | 26         | 14         | 0          | 12         | 649    | 557    | +92    | 6  | 4  | 66     |
| 8.º  | Toulon          | 26         | 13         | 2          | 11         | 572    | 504    | +68    | 4  | 5  | 65     |
| 9.º  | Lyon            | 26         | 13         | 0          | 13         | 637    | 558    | +79    | 6  | 6  | 64     |
| 10.º | Pau             | 26         | 11         | 1          | 14         | 568    | 664    | –96    | 1  | 3  | 50     |
| 11.º | Stade Français  | 26         | 11         | 0          | 15         | 544    | 651    | –107   | 2  | 4  | 50     |
| 12.º | Brive           | 26         | 9          | 1          | 16         | 453    | 631    | –178   | 4  | 4  | 46     |
| 13.º | Perpignan       | 26         | 9          | 0          | 17         | 491    | 664    | –173   | 2  | 5  | 43     |
| 14.º | Biarritz        | 26         | 5          | 0          | 21         | 449    | 885    | –436   | 1  | 3  | 24     |

Nota: Se otorgan 4 puntos al equipo que gane un partido, 2 al que empate y 0 al que pierda
Puntos Bonus: 1 punto por convertir 4 tries o más en un partido y 1 al equipo que pierda por no más de 7 tantos de diferencia
|  | Clasificados directamente a semifinales y promovidos para la Copa de Campeones Europeos de Rugby 2021-22. |
|  | Clasificados para la reclasificación y promovidos para la Copa de Campeones Europeos de Rugby 2021-22.    |
|  | Repechaje con finalista de la ProD2                                                                       |
|  | Descenso a ProD2                                                                                          |

## Fase Final

### Cuartos de final
| 11 de junio de 2022 | Toulouse | 33 - 28 | La Rochelle |  |  |

| 12 de junio de 2022 | Bordeaux Bègles | 36 - 16 | Racing 92 |  |  |

### Semifinal
| 17 de junio de 2022 | Castres | 24 - 18 | Toulouse |  |  |

| 18 de junio de 2022 | Montpellier | 19 - 10 | Bordeaux Bègles |  |  |

### Gran Final del Top14
| 24 de junio de 2022 | Castres | 10 - 29 | Montpellier | Stade de France, Saint-Denis |  |

| Bandera de Francia  |
| Campeón Montpellier |
| Primer título       |

### Promoción Top 14 - Pro D2
| 12 de junio de 2022 | Stade Montois | 16 - 41 | Perpignan |  |  |

- Perpignan se mantiene en el Top 14